# Markus Hameter
Markus Hameter (Tulln an der Donau, 11 aprile 1980) è un arbitro di calcio austriaco.